# 中华人民共和国领海及毗连区法
《中华人民共和国领海及毗连区法》是一部中华人民共和国法律，该法律于1992年2月25日在第七届全国人民代表大会常务委员会通过，并于1992年2月25日起施行。

## 立法缘由
《中华人民共和国领海及毗连区法》的第一条是“为行使中华人民共和国对领海的主权和对毗连区的管制权，维护国家安全和海洋权益，制定本法。”

## 实施
《中华人民共和国领海及毗连区法》的最后一条是“本法自公布之日起施行。”